# خولودنایا رچکا
خولودنایا رچکا (به لاتین: Kholodnaya Rechka) یک منطقهٔ مسکونی در گرجستان است که در ناحیه گاگرا واقع شده‌است.